# Атансор (рудник)
Атансор (рудник) — підприємство гірничорудної промисловості у Акмолинській області Казахстану.
Родовище Атансор відкрили ще у 1932 році, втім, його розробка почалась лише в 1999-му. Первісно нею займався «Концерн Елрово», а з 2004-го рудник перейшов до ТОВ «Оркен», яке фактично є залізорудним департаментом металургійного комбінату «АрселорМіттал Теміртау».
Розробка ведеться відкритим способом, при цьому глибина кар'єру вже досягнула за різними даними від 70 до 100 метрів. Руда відправляється на збагачувальну фабрику (наразі діє об'єкт, введений у 2011 році), де вміст заліза підвищують з 39—42 % до 58 60 %. Річна потужність кар'єру оцінюється у 1,7 млн тонн, з яких отримують 0,7 млн тонн концентрату.
Відповідно до звітності «АрселорМіттал Теміртау», завершити як видобуток, так і ліквідаційні роботи на Атансор розраховують у першій половині 2030-х років.